# Wenera 12
Wenera-12 – radziecka automatyczna sonda międzyplanetarna programu Wenera, przeznaczona do badania Wenus.
Start Wenery 12 miał miejsce 14 września 1978 roku o godzinie 02:25:13 UTC z kosmodromu Bajkonur, za pomocą rakiety Proton K. Celem misji było wspólne radziecko-francuskie badanie planety Wenus w ramach misji SIGNE 2. W misji tej udział brała również sonda Wenera 11 oraz Prognoz 7. Siostrzana Wenera 11 została wysłana 5 dni wcześniej. Jednak u celu pierwsza znalazła się Wenera 12, która do Wenus dotarła już 21 grudnia 1978, czyli w 98 dniu licząc od daty startu. Dwa dni wcześniej odłączył się od niej lądownik z aparaturą naukową, który wszedł w atmosferę planety. Informacje przekazywał nie tylko podczas opadania, ale jeszcze w ciągu 110 minut po wylądowaniu na powierzchni planety. Każda z sond składała się z platformy przelotowej i lądownika. Oba statki miały taki sam zestaw instrumentów. Platforma miała urządzenia pozwalające na badania składu wiatru słonecznego, błysków gamma, promieniowania UV i gęstości elektronów w jonosferze Wenus. Po oddzieleniu się lądownika Wenera 12 minęła Wenus i weszła na orbitę heliocentryczną. Przekazywała na Ziemię dane zbierane przez lądownik dopóki nie wyszła z zasięgu, a potem kontynuowała badania przestrzeni międzyplanetarnej. Misja sondy zakończyła się w kwietniu 1980.